# Lucídio Batista da Silva
Lucídio Batista da Slva, más conocido bajo el apodo de Cabeçao, nacido el 25 de noviembre de 1919 en Río de Janeiro, era un futbolista brasileño de los años 1940 que jugaba en la demarcación de extremo derecho. 

## Carrera
Juega en el SE Palmeiras entre 1941 y 1944 anotando 34 goles en 53 partidos. Después juega en el CA Peñarol.
En 1947 ficha por el FC Barcelona, gracias al entrenador uruguayo del Barça Enrique Fernández, convirtiéndose en el primer jugador brasileño en haber jugado un partido oficial con el Barcelona. A principios de los años 1930, el Barça tenía en sus filas a dos brasileños (el guardameta Jaguare y el centrocampista Dos Santos) pero tan sólo pudieron jugar partidos no oficiales debido a las normas federativas sobre los extranjeros. Lucídio fue fichado para darle competencia al goleador titular César Rodríguez, pero jugó muy poco en el Barça ya que a pesar de su excelente técnica no se entrenaba a fondo, prefiriendo las juergas nocturnas.
Después fichó por el Oporto.

## Palmarés
Con el FC Barcelona :
- Campeonato de Liga : 1948